# Vilhelm Bjerring

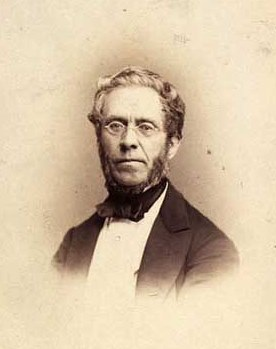
Vilhelm Bjerring

Vilhelm Bjerring (* 17. Januar 1805 in Kopenhagen; † 30. November 1879 in Frederiksberg) war ein dänischer Romanist und Politiker.

## Leben
Vilhelm Jakob Bjerring wurde 1833 (nach längerem Frankreichaufenthalt) Französischlehrer in Dänemark. Er war von 1852 bis zu seinem Tod außerordentlicher Professor für Französisch an der Universität Kopenhagen (Nachfolger: Thor Sundby).
Bjerring gehörte der Verfassunggebenden Reichsversammlung (Den grundlovgivende Rigsforsamling) von 1848 an, die das Grundgesetz Dänemarks formulierte.

## Werke
- (Hrsg.) L’Évangile selon Saint Jean, Johanne’s Evangelium, med en ordret og analytisk Interlinear-Oversættelse efter det Hamiltonske System. Kopenhagen 1832.
- (Hrsg. mit Niels Christian Bjerring) Recueil de morceaux en prose, à l’usage des classes moyennes des écoles. Kopenhagen 1837.
- (Hrsg.) Samling af lette franske læsestykker til brug ved underviisning. Kopenhagen 1841.